# Нафанаил (Попп)
Архиепи́скоп Нафанаи́л (англ. Archbishop Nathaniel, в миру Уильям Джордж Попп, англ. William George Popp; 12 июня 1940, Аврора, штат Иллинойс) — епископ Православной церкви в Америке, архиепископ Детройтский и Румынской епархии.

## Биография
Родился в семье американцев румынского происхождения, выходцев из жудеца Сату-Маре, которые были прихожанами униатской румынской церкви святого Архангела Михаила в Авроре.
Проявив желание стать священником, он поступил в Колледж святого Прокопия, а затем продолжил образование Бенедиктинской школе свободных искусств и Папском центре Восточного обряда в Лайле, штат Иллинойс. Был приглашён в Рим румынским униатским епископом Василием Кристя, учился в Григорианском Университете и проживал в Греческой коллегии святого Афанасия.
В этот период занимался изучением чинопоследований, канонов и практической духовнаой жизни византийского обряда, живя с одном здании со студентами из Греции, Ливана, Сирии, Калабрии и Сицилии. Он также был свидетелем работы Второго Ватиканского собора (1962—1966). Он много посещал Грецию, Германию, Италию, но особое влияние на него имело посещение Афона. Именно в это время он впервые посетил православную церковь. Православная духовность глубоко тронула его, но непростые отношения между православными и униатами, а также верность униатству, в котором он воспитывался, побудила его держаться на расстоянии от православия.
По завершении образования, 17 июля 1966 года в летней часовне святого Анатолия Греческой коллегии в Колле-ди-Тора епископом Василием Кристей был рукоположён в сан диакона. 23 октября того года им же он был рукоположён в сан священника в румынском униатском храме Сан-Сальваторе Алле Коппелле в Риме. В январе 1967 года возвратился в Аврору и был назначен вторым священником на приход.
Духовность, богословие и призвание Православия начали манить его, и через несколько месяцев он стал искать возможность перейти в православную церковь. В то время его практическое знание американской экклезиологической реальности было ему неизвестно. Покинув приход Авроры, он встретился с одноклассниками из Рима, которые также приняли православие и служили в различных «юрисдикциях» в Северной Америке. Священник Василий Хацеган, служивший в Нью-Йорке, представил его архиепископу Валериану (Трифа). Его принятие в Православную Церковь произошло 15 февраля 1968 года в Богородице-Рождественской часовне в имении Ватра Ромыняскэ в Грасс-Лэйке, штат Мичиган.
В течение нескольких лет он жил в небольшой монашеской общине на территории Ватра-Ромыняскэ, пока не был назначен настоятелем церкви Святого Креста в Хермитидж, штат Пенсильвания. Был автором многочисленных статей, лектором, преподавал в летних молодежных лагерях Румынской епископии. Он был духовником сестричества Спасо-Преображенского монастыря и сыграл важную роль в создании «межправославной» Женской ассоциации в районе Хермитидж. В апреле 1978 года он был одним из двух представителей Православной Церкви в Америки на конференции по монашеству в Каире, Египет. Он был духовным наставником американской православной молодёжи румынского происхождения, активным членом епархиальной литургической комиссии, программы поздних призваний и епископского совета, а также художником «икон на стекле» (icoane pe sticla) в румынском крестьянском стиле и коллекционером исторического искусства.
20 сентября 1980 года по просьбе архиепископа Валериана на специальным съезде Румынской православной епископии Америки по просьбе архиепископа Валериана был избран викарным епископом.
21 октября 1980 года в часовне Ватры-Ромыняскэ пострижен в малую схиме с именем Нафанаил в честь апостола Нафанаила с возведением в сан архимандрита.
15 ноября в Георгиевском соборе в Саутфилде (Детройт) хиротонисан во епископа Диарборн-Хайтского, викария Румынской епархии. Чин хиротонии совершили митрополит Вашингтонский Феодосий (Лазор), архиепископ Детройтский Валериан (Трифа), епископ Питтсбургский Кирилл (Йончев), епископ Далласский Димитрий (Ройстер), епископ Восточно-Американский Христофор (Ковачевич) (Сербский Патриархат), епископ Чикагский Борис (Гижа) и епископ Бостонский Марк (Форсберг). На следующий день был настолован. Его соборным храмом был определён Петропавловский храм Диарборн-Хайтс.
По уходе архиепископа Валериана на покой в 1984 году, 17 ноября того года епископ Нафанаил был настолован правящим архипастырем Румынской епархии в Георгиевском соборе Детройта. Под его водительством епархия расширилась и укрепилась — к концу 2000-х годов было открыто 39 новых миссий и приходов, а также мужская и женская монашеские общины.
В 1990 году он стал одним из основателей проекта «Помогите румынским детям» и, с 1991 года, служил председателем Конгресса румыно-американцев. Некоторое время он также являлся президентом совета Центра Православных Исследований в Детройте и духовным наставником организации «Православно-христианских мирян».
В 1994 году, посетил все части Румынии, исполнив давнюю мечту о паломничестве в Румынию. В 1995 году по приглашению патриарха Феоктиста он был гостем Патриархата на празднествах посвященных 110-летию автокефалии Румынской православной церкви и 70-летию учреждения в Румынии патриаршества.
В мае 2003 года вновь побывал в Румынии, где был награждён почётной докторской степенью Орадского университета в знак признания его ведущей роли в румынской общине Северной Америки и выдающейся гуманитарной помощи пост-коммунистической Румынии. В пост-советский период епископ Нафанаил начал переговоры о нормализации отношений между ведомой им епархией и Румынским Патриархатом (автокефалия ПЦА не признана Румынским патриархатом).
20 октября 1999 года на осенней сессии Священный Синод ПЦА возвёл его в сан архиепископа.
С 22 февраля по 2 мая 2011 года, как старейший по хиротонии правящий епископ, был определён Архиерейским Синодом Православной Церкви в Америке временно управляющим делами Церкви в связи с удалением митрополита Ионы (Паффхаузена) на покой на 60-дневный срок.
9 июля 2012 года решением Синода ПЦА был назначен временным управляющим ПЦА (без занятия митрополичей кафедры). Пробыл в должности до избрания предстоятелем ПЦА Тихона (Молларда) в ноябре 2012 года.